# Club de Yates de Larchmont

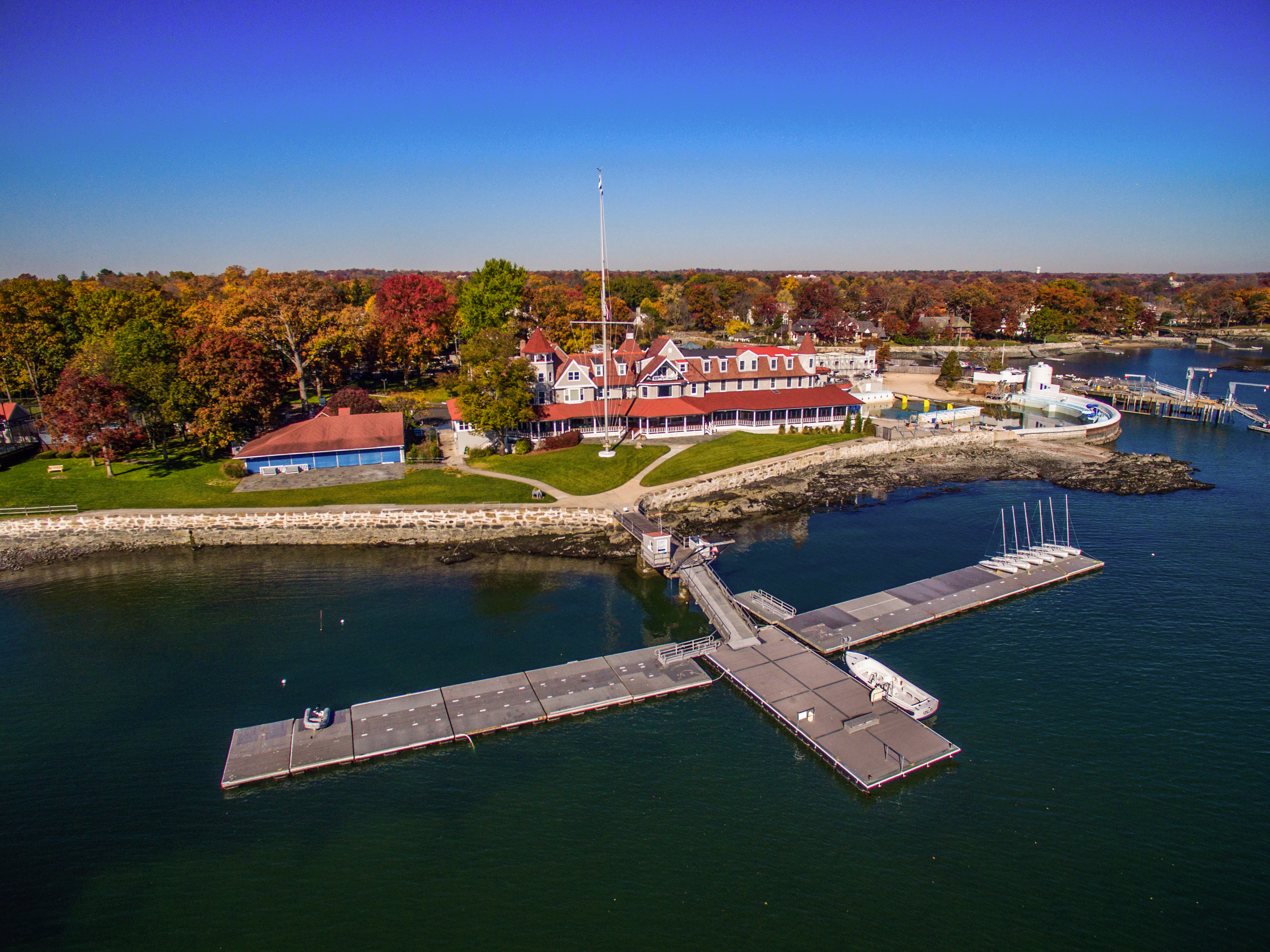
El club en la actualidad.

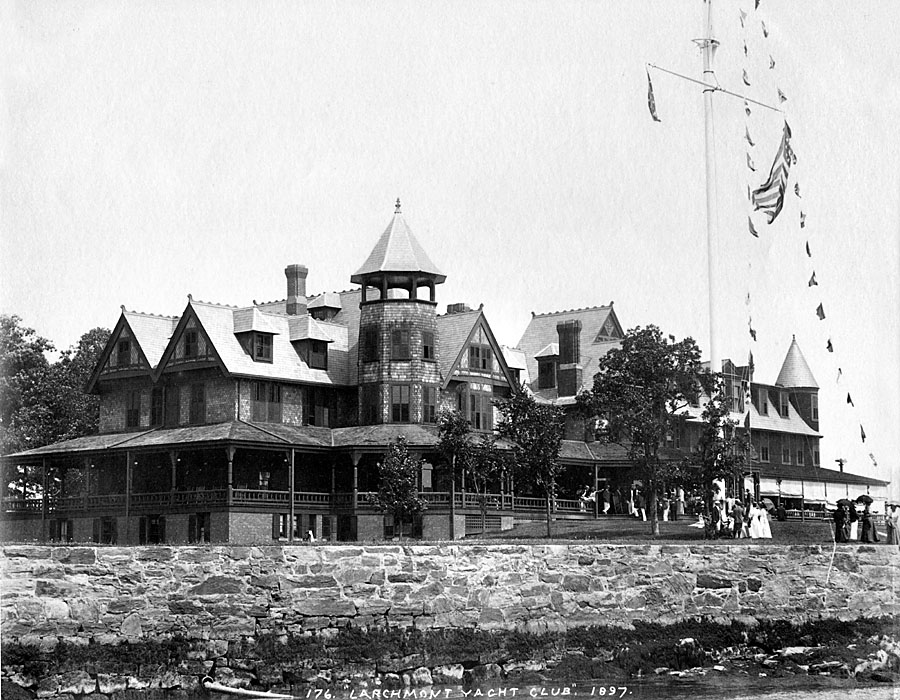
La sede del club en 1897.

El Club de Yates de Larchmont (Larchmont Yacht Club en idioma inglés y oficialmente) es un club náutico ubicado en Larchmont Harbor, una bahía de la costa norte de Long Island Sound, en la villa de Larchmont, Nueva York (Estados Unidos). 

## Historia
Fue fundado en 1880 por cinco jóvenes aficionados a la vela: Frank L. Anthony, Fred W. Flint, William C. France, Loring Lothrop y Charles E. Jenkins. El padre de uno de ellos, Fred W. Flint, era dueño de un terreno dentro de Manor Park donde había una iglesia, y les permitió usarla como sede del club con la condición de que la dejasen libre los domingos para los servicios religiosos. Posteriormente se mudaron a la casa de la familia Fleming pagando un alquiler de 1.500 $ al año, y en 1887 compraron su sede actual con un terreno de 11 acres a Benjamin A. Carver por 10.000 $. Se realizaron ampliaciones en 1902 y mejoras más recientemente.
Desde 1885 organiza la Semana de  Larchmont, que incluye una serie de regatas durante 9 días. En 1949 organizó el campeonato del mundo de la clase Snipe

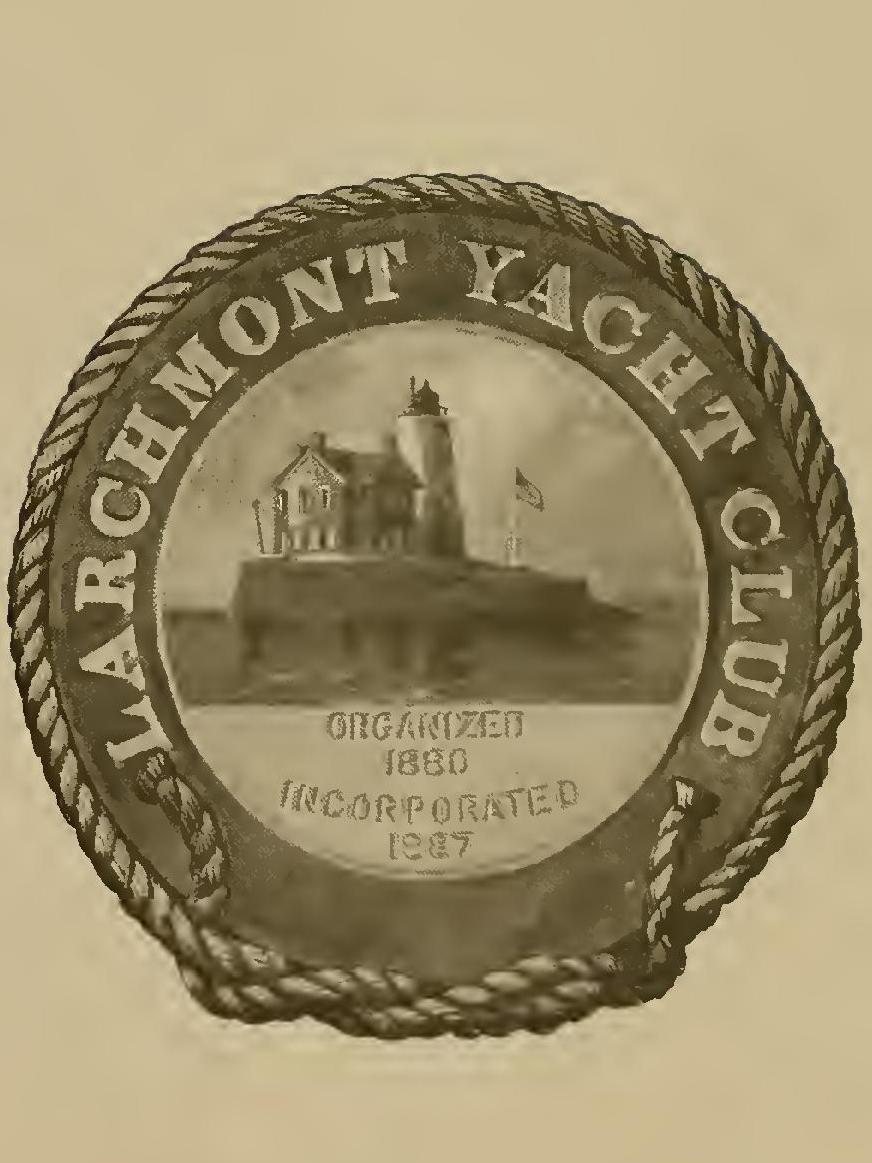

Actualmente tiene activas las siguientes flotas:
- Etchell
- Shield
- S-Boat
- International One Design
- Ideal-18
- Vanguard 15
- Viper 640
- Radiocontrol CR-914